# Stade Kirov
Le stade Kirov (en russe : Стадион имени Кирова) est un ancien stade situé sur l'île Krestovsky à Saint-Pétersbourg en Russie. Il porte le nom de Sergueï Kirov, révolutionnaire bolchevik et homme politique soviétique, qui fut l'homme fort de Léningrad jusqu'à son assassinat en décembre 1934.
La construction du stade débute en 1932, selon un projet dû à l'architecte Alexandre Nikolski (ru). La construction est interrompue par la Seconde Guerre mondiale et le siège de Leningrad. La construction reprend en 1945, avec le retour des citoyens de Léningrad.
Le stade est inauguré le 30 juillet 1950. Lors du match entre Zenit FC et le CSKA Moscou en 1951, des tribunes provisoires sont ajoutées, augmentant la capacité à 110 000 places.
Le stade est démoli en septembre 2006 pour faire place au stade Krestovsky ou Gazprom Arena, de 69 500 places en vue de la Coupe du monde de football de 2018.

## Galerie d'images

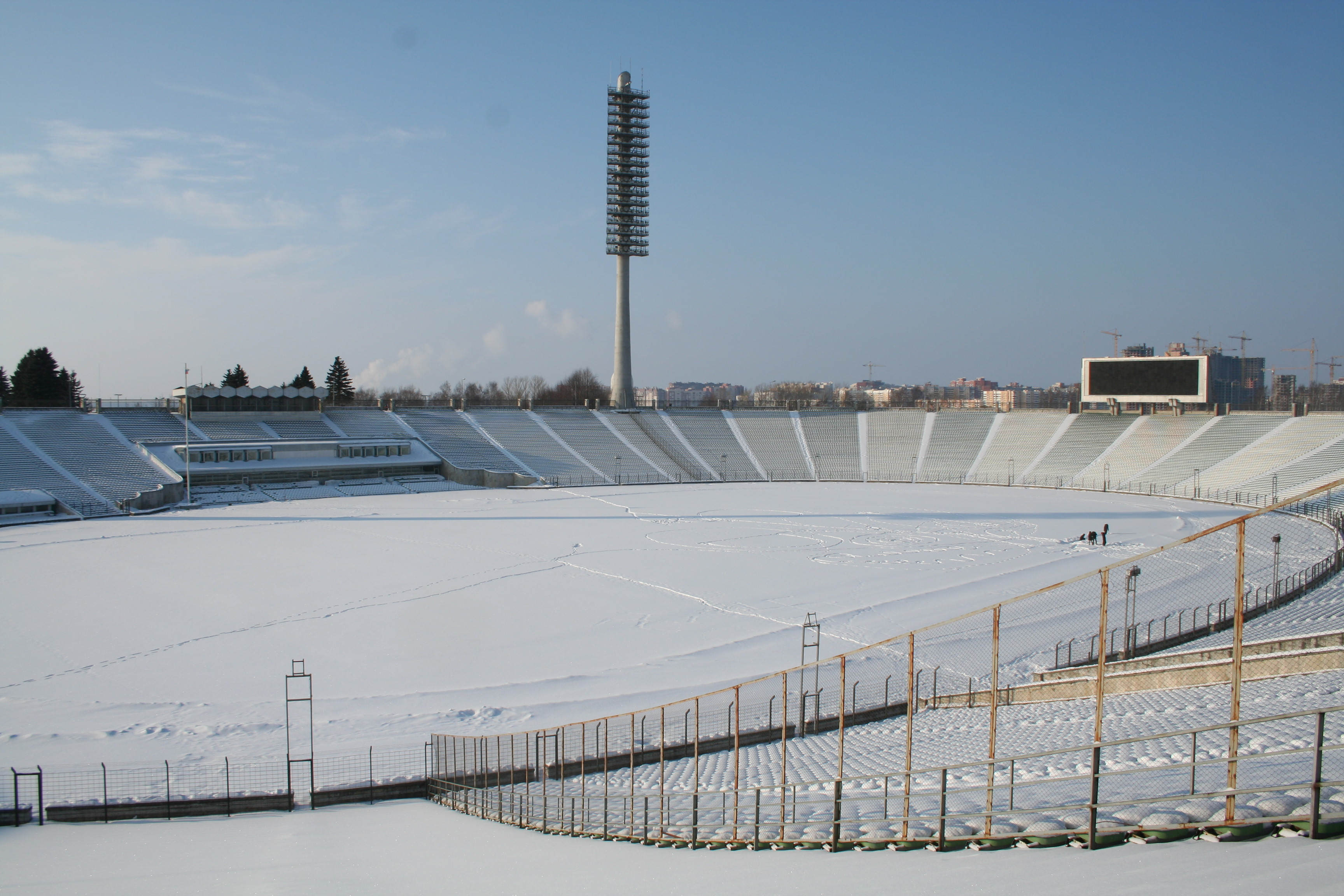
Le stade Kirov en hiver.
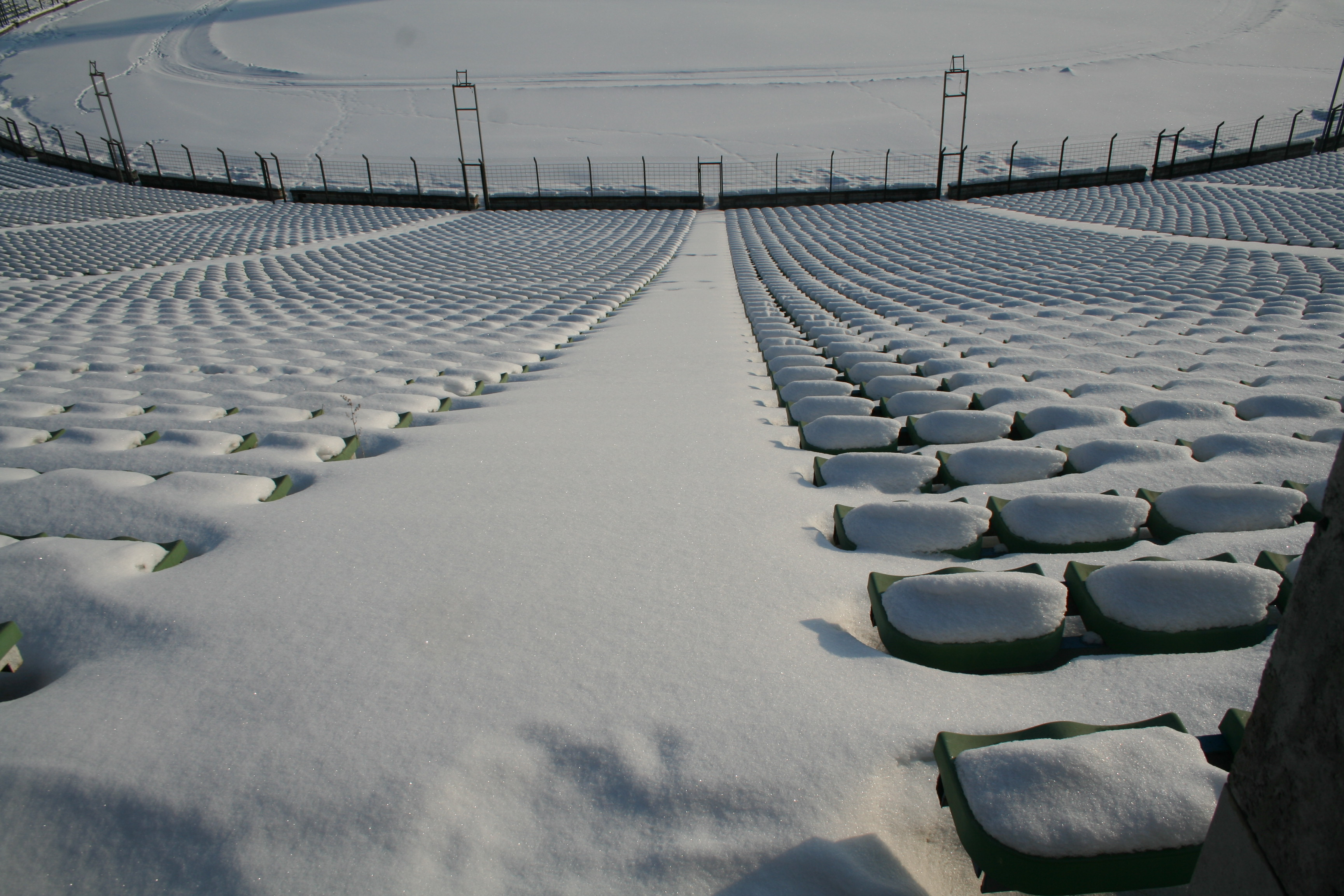
Le stade en hiver.
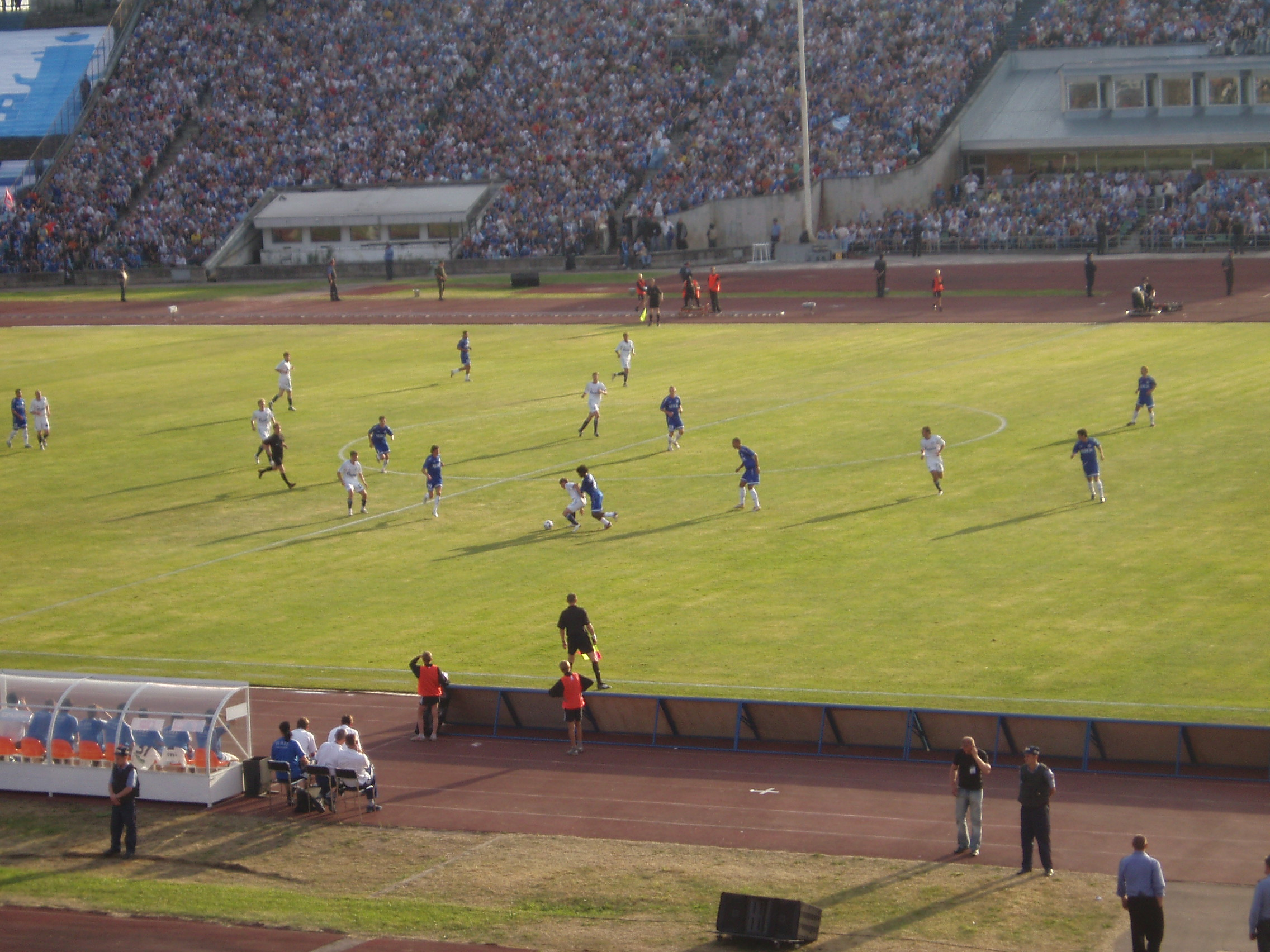
Un match de championnat russe.